# Louis Stromeyer

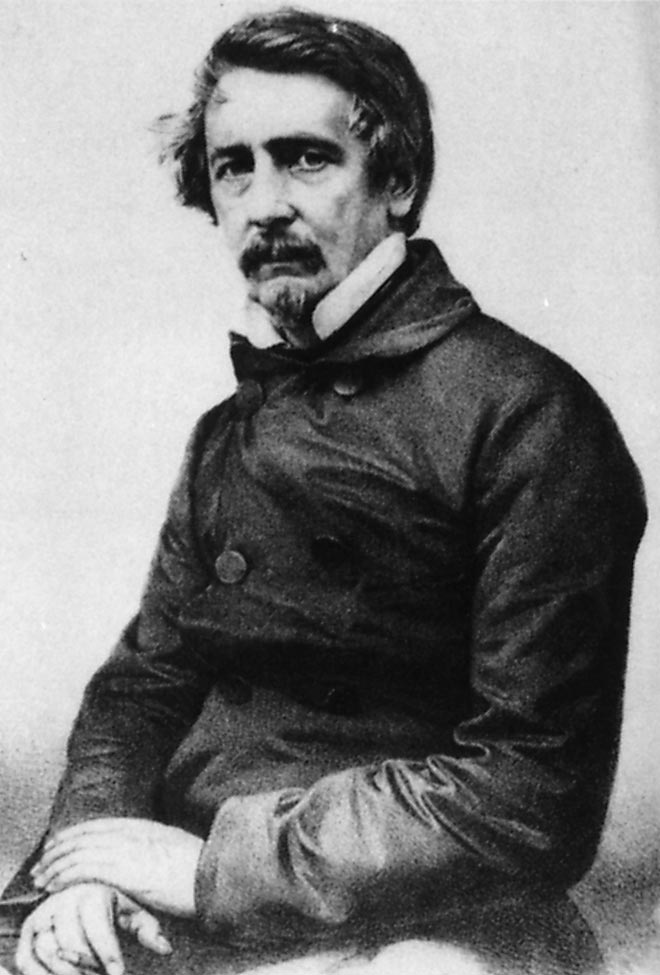
Louis Stromeyer

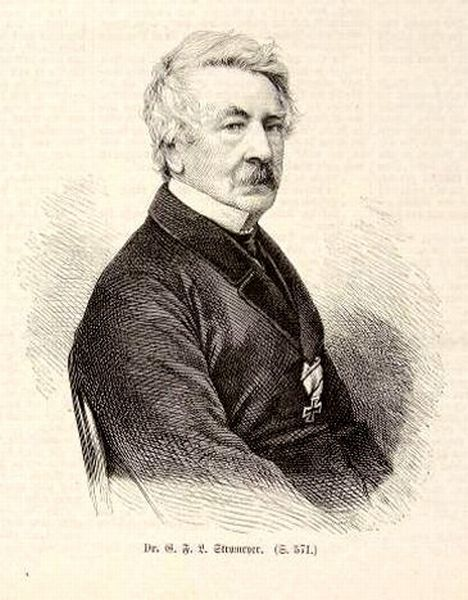
G. F. L. Stromeyer in späteren Jahren

Georg Friedrich Louis Stromeyer (* 6. März 1804 in Hannover; † 15. Juni 1876 ebenda) war ein deutscher Chirurg, Lehrstuhlinhaber in Erlangen, München, Freiburg und Kiel, und Generalstabsarzt, der als solcher das deutsche Sanitätswesen von Grund auf reorganisierte.

## Leben
Louis Stromeyer (auch Ludwig Stromeyer), Sohn des Chirurgen Christian Friedrich Stromeyer (1761–1824) und dessen Frau Louise Louis, besuchte nach dem Abitur von 1821 bis 1823 die Chirurgische Schule zu Hannover. Er war ein Schüler von Johann Georg Spangenberg.
Anschließend studierte er bis 1825 an der Georg-August-Universität Göttingen bei Konrad Johann Martin Langenbeck. Er wurde Mitglied des Corps Hannovera Göttingen. Sein Medizinstudium beendete Stromeyer 1826 in Berlin mit der Promotion zum Dr. med. Ihr folgten Auslandsaufenthalte in England, Frankreich und der Schweiz. Nach Hannover zurückgekehrt, wurde er zunächst Dozent an der Chirurgischen Schule und gründete eine orthopädische Anstalt. 1832 wurde er Königlich Hannoverscher Hofchirurg.
1838 wurde er Professor für Chirurgie an der Friedrich-Alexander-Universität Erlangen. Im selben Jahr führte er erstmals eine Tenotomie als Augenmuskeloperation mit Tenotomie zur Behandlung des Schielens durch, allerdings nur an einer Leiche, was seinem Freund Johann Friedrich Dieffenbach dann 1839 am Lebenden gelang. Professuren in München, Freiburg und London schlossen sich an. 1848 wurde Stromeyer als Nachfolger von Bernhard von Langenbeck an die Christian-Albrechts-Universität zu Kiel berufen. Dort war Friedrich Esmarch sein einziger Habilitand. Seit 1847 Geheimer Medizinalrat und seit 1848 Hofrat, wurde Stromeyer zum Medizinalreferenten des Hofgerichts ernannt. In der Folge wurde er 1851 an Langenbecks Stelle Generalstabsarzt der Schleswig-Holsteinischen Armee und 1854 Chef des Hannoverschen Heeressanitätswesens. 1866 nahm er im Deutschen Krieg an der Schlacht bei Langensalza teil. Nach der Niederlage des Königreichs Hannover wurde er zur Reorganisation des Kriegssanitätswesens im Königreich Preußen berufen, die er unter Aufgabe seines, 1854 von Esmarch übernommenen, Kieler Ordinariates auch von Grund auf durchführte. Er nahm 1870 als „consultierender Generalarzt“ der III. Division des XI. Armee-Korps an der Schlacht von Sedan im Deutsch-Französischen Krieg, wo Georg Fischer sein Assistent war, teil. Stromeyer trug durch sein vielseitiges Wirken zur Verbesserung der Hygiene und der chirurgischen Operationsmethoden in den Militärlazaretten bei, woraus unter anderem die für viele Ärzte, so auch für den damals schon berühmten Bernhard von Langenbeck, ein Ort der Weiterbildung gewordene „schleswig-holsteinische Kriegsklinik“ in Flensburg hervorging. Auch realisierte er die von Johann Goercke bereits vorgeschlagenen fliegenden Ambulanzen und Feldlazarette. Unter ihm erlebte zudem die operative Orthopädie eine Blüte.

## Familie
Er war seit 1831 mit Luise Bartels (1807–1890), Tochter des Hamburger Bürgermeisters Johann Heinrich Bartels, verheiratet. Das Paar hatte drei Töchter. Seine Tochter Anna (1832–1870) heiratete Stromeyers Zögling Friedrich Esmarch. Seine Tochter Helene Stromeyer (1834–1924) war eine Blumenmalerin der Düsseldorfer Malerschule.

## Schriften (Auswahl)
- Handbuch der Chirurgie. 2 Bände. Herder, Freiburg 1844–1864.
- Maximen der Kriegsheilkunst. 2 Bände. Hahn, Hannover 1855–1861.
- Erfahrungen über Schußwunden im Jahre 1866 als Nachtrag zu den Maximen der Kriegsheilkunst. Hahn, Hannover 1867.
- Erinnerungen eines deutschen Arztes. 2 Bände. Carl Rümpler, Hannover 1875. (Reprint in einem Band der 2. Ausg. 1875, ergänzt um ein Vorwort von F. Schultze-Seemann. Springer, Berlin / Heidelberg / New York 1977, ISBN 3-540-07659-X. (Band 1: (books.google.de), Band 2: books.google.de)).

## Ehrungen
- Preisträger der Pariser Akademie

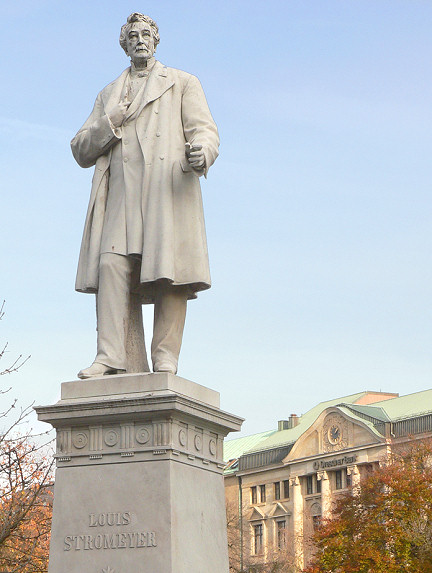
Denkmal an der hannoverschen Georgstraße

- Ehrenmitglied der englischen Gesellschaft für Chirurgie
- Nach ihm ist der von ihm erfundene Stromeyer-Haken benannt, der in der Kieferchirurgie bei der  Anhebung von Impressionsfrakturen des Jochbogens Anwendung findet.
- In Hannover
  - erinnert im Stadtteil List die 1899 angelegte Stromeyerstraße an den Generalstabsarzt.[11]
  - steht sein 3 m großes Denkmal modelliert vom Bildhauer Oskar Rassau und ausgeführt aus einem einzigen Marmorblock vom Bildhauer Franz Schwarz an der Georgstraße nahe dem Opernhaus.[12][13]
- In Göttingen
  - erinnert eine Gedenktafel an ihn.